# Perseptolis
Dans la mythologie grecque, Perseptolis ou Ptoliporthos est le seul fils de Télémaque et Nausicaa.
C'est le dernier souverain d'Ithaque qui nous soit connu.